# Clive Francis
Clavis Francis (* 6. Juni 1946 in Eastbourne, Grafschaft East Sussex, Großbritannien) ist ein britischer Schauspieler und Karikaturist. Seine Eltern sind die Schauspieler Raymond Francis und Margaret Towner.

## Leben und Werk
Clive Francis begann seine Schauspielerkarriere 1966 im Alter von 20 Jahren. Sein erstes Engagement führte ihn an eine Londoner Bühne, wo er in dem Stück There’s a Girl in my Soup debütierte, gefolgt von weiteren Bühnenarbeiten. Abseits des Theaters arbeitete er auch für den Funk sowie als Darsteller in Film- und Fernsehproduktionen.

## Filmografie (Auswahl)
- 1968:  Inspektor Clouseau (Inspector Clouseau)
- 1971: Uhrwerk Orange (Clockwork Orange)
- 1973: Task Force Police (Z-Cars, Fernsehserie, 1 Folge)
- 1975: Poldark (Fernsehserie, 13 Folgen)
- 1981: Masada (TV-Mehrteiler, 4 Folgen)
- 1986: Die Wiederkehr von Sherlock Holmes (The Return of Sherlock Homes, Fernsehserie, 1 Folge)
- 1986: Yes, Premierminister (Yes Minister, Fernsehserie, 1 Folge)
- 1993: Lippenstift am Kragen (Lipstick on Your Collar, Fernseh-Mehrteiler, 6 Folgen)
- 1994: Die Scharfschützen (Sharp, Fernsehserie, 1 Folge)
- 2002: Relic Hunter – Die Schatzjägerin (Relic Hunter, Fernsehserie, 1 Folge)
- 2005: Pierrepoint
- 2009: New Tricks – Die Krimispezialisten (New Tricks, Fernsehserie, 1 Folge)
- 2010: Casualty (Fernsehserie, 1 Folge)
- 2011: My Family (Fernsehserie, 1 Folge)
- 2014: Mr. Turner – Meister des Lichts (Mr. Turner)
- 2014: The Missing (Fernsehserie, 3 Folgen)
- 2016: Die versunkene Stadt Z (The Lost City of Z)
- 2016–2017: The Crown (Fernsehserie, 10 Folgen)
- 2018: The Little Stranger
- 2019: Official Secrets
- 2020: Cursed – Die Auserwählte (Cursed, Fernsehserie, 2 Folgen)
- 2020: Die fantastische Reise des Dr. Dolittle (Dolittle)